# ایوان ریلی
ایوان ریلی (انگلیسی: Ivan Riley; ۳۱ دسامبر ۱۹۰۰ – ۲۸ اکتبر ۱۹۴۳) ورزشکار دو و میدانی اهل ایالات متحده آمریکا بود.